# Dicuil
Dicuil (8. század második fele – ?) ír szerzetes és földrajztudós.

## Munkássága
Életéről semmit nem tudunk azon kívül, hogy feltehetőleg a Frank Királyság számos ír kolostorának egyikéhez tartozott, személyes megfigyelés révén megismerte az Anglia és Skócia közelében fekvő szigeteket, és 814–816 között egy csillagászati, 825-ben pedig egy földrajzi művet írt.
Négykötetes csillagászati műve egyfajta computus, azaz a húsvét dátumának kiszámítási rendszerét írja le, prózában és versben. Egyetlen kézirata maradt fenn, amely eredetileg a saint-amandi kolostor birtokában volt, me pedig Valenciennesben őrzik.
Híresebb a „De mensura Orbis terrae” (A földgolyó felméréséről) című összefoglaló földrajzi munkája. Ez a mű a „Mensuratio orbis” című munkán alapszik, amelyet II. Theodosius parancsára készítettek 435-ben, és amelynek egy másolata eljutott a karoling udvarba. Ezt a kéziratot már Godescalc is felhasználta 781-783-ban a nevezetes „Evangelistarium” összeállításakor. Dicuil ezen kívül idősebb Plinius, Solinus, Orosius, Sevillai Szent Izidor és más szerzők munkájára is alapoz, hozzáadva saját megfigyeléseinek eredményét.
Kilenc fejezetében egymás után tárgyalja Európa, Ázsia, Afrika, Egyiptom, és Etiópia földrajzát, a Föld felszínének területét, az öt nagy folyót, egyes szigeteket, a Tirrén-tenger szélességét és hosszúságát, valamint a hat (legmagasabb) hegységet.
Jóllehet ez a mű nagyrészt más művekből van összeállítva, nem értéktelen. Dicuil az egyetlen részletes forrásunk a II. Theodosius alatt végzett kutatásokra vonatkozóan; többnyire pontos idézetei segítségünkre vannak az említett szerzők szövegeinek elemzésekor; valamint nagy érdeklődésre tart számot az a néhány beszámoló, amelyet korának utazóitól kapott: például Fidelis szerzetestől, aki (762 körül) végigutazott a Nílus és a Vörös-tenger között akkor még létező csatornán, vagy azoktól a szerzetesektől, akik hat hónapig Izlandon éltek.

## Kiadások
A kézirat ismert volt Welser, Isaac Vossius, Salmasius, Hardouin és Schopflin előtt. Első nyomtatott kiadása 1807-ben Párizsban jelent meg, „Dicuili Liber de mensura orbis terrae ex duobus codd. mss. bibliothecae imperialis nunc primum in lucem editus a Car. Athan. Walckenaer” címen.